# Micrathena molesta
Micrathena molesta là một loài nhện trong họ Araneidae.
Loài này thuộc chi Micrathena. Micrathena molesta được Arthur Merton Chickering miêu tả năm 1961.